# Takao Sakurai
Takao Sakurai (jap. 桜井孝雄 Sakurai Takao) (ur. 25 września 1941 w Sawara [obecnie Katori], w prefekturze Chiba, zm. 10 stycznia 2012 w Tokio) – japoński bokser kategorii koguciej, złoty medalista letnich igrzysk olimpijskich w Tokio.
W latach 1965–1970 toczył pojedynki zawodowe, głównie z bokserami z innych państw azjatyckich.